# Guyaanse hockeyploeg (vrouwen)
De  Guyaanse hockeyploeg voor vrouwen is de nationale ploeg die Guyana vertegenwoordigt tijdens interlands in het hockey.
Het team kwam in 2013 voor het eerst uit op een toernooi op het hoogste niveau; het Pan-Amerikaans kampioenschap dat in Argentinië werd gehouden. Het team eindigde op de 8e en laatste plaats.

## Erelijst Guyaanse hockeyploeg
| Jaar | Champions Trophy | Amerikaans kampioenschap | Olympische Spelen | Wereldkampioenschap    | Hockey World League Hockey Pro League |
| ---- | ---------------- | ------------------------ | ----------------- | ---------------------- | ------------------------------------- |
| 1971 |                  |                          |                   | geen deelname IFWHA WK |                                       |
| 1972 |                  |                          |                   | geen deelname          |                                       |
| 1974 |                  |                          |                   | geen deelname          |                                       |
| 1975 |                  |                          |                   | geen deelname IFWHA WK |                                       |
| 1976 |                  |                          |                   | geen deelname          |                                       |
| 1978 |                  |                          |                   | geen deelname          |                                       |
| 1979 |                  |                          |                   | geen deelname IFWHA WK |                                       |
| 1980 |                  |                          | geen deelname     |                        |                                       |
| 1981 |                  |                          |                   | geen deelname          |                                       |
| 1983 |                  |                          |                   | geen deelname          |                                       |
| 1984 |                  |                          | geen deelname     |                        |                                       |
| 1985 |                  |                          |                   |                        |                                       |
| 1986 |                  |                          |                   | geen deelname          |                                       |
| 1987 | geen deelname    |                          |                   |                        |                                       |
| 1988 |                  |                          | geen deelname     |                        |                                       |
| 1989 | geen deelname    |                          |                   |                        |                                       |
| 1990 |                  |                          |                   | geen deelname          |                                       |
| 1991 | geen deelname    |                          |                   |                        |                                       |
| 1992 |                  |                          | geen deelname     |                        |                                       |
| 1993 | geen deelname    |                          |                   |                        |                                       |
| 1994 |                  |                          |                   | geen deelname          |                                       |
| 1995 | geen deelname    |                          |                   |                        |                                       |
| 1996 |                  |                          | geen deelname     |                        |                                       |
| 1997 | geen deelname    |                          |                   |                        |                                       |
| 1998 |                  |                          |                   | geen deelname          |                                       |
| 1999 | geen deelname    |                          |                   |                        |                                       |
| 2000 | geen deelname    |                          | geen deelname     |                        |                                       |
| 2001 | geen deelname    | geen deelname            |                   |                        |                                       |
| 2002 | geen deelname    |                          |                   | geen deelname          |                                       |
| 2003 | geen deelname    |                          |                   |                        |                                       |
| 2004 | geen deelname    | geen deelname            | geen deelname     |                        |                                       |
| 2005 | geen deelname    |                          |                   |                        |                                       |
| 2006 | geen deelname    |                          |                   | geen deelname          |                                       |
| 2007 | geen deelname    |                          |                   |                        |                                       |
| 2008 | geen deelname    |                          | geen deelname     |                        |                                       |
| 2009 | geen deelname    | geen deelname            |                   |                        |                                       |
| 2010 | geen deelname    |                          |                   | geen deelname          |                                       |
| 2011 | geen deelname    |                          |                   |                        |                                       |
| 2012 | geen deelname    |                          | geen deelname     |                        |                                       |
| 2013 |                  | 8e PA 2013 Mendoza       |                   |                        | eerste ronde HWL 2012-13              |
| 2014 | geen deelname    |                          |                   | geen deelname          |                                       |
| 2015 |                  |                          |                   |                        | geen deelname                         |
| 2016 | geen deelname    |                          | geen deelname     |                        |                                       |
| 2017 |                  | geen deelname            |                   |                        | geen deelname                         |
| 2018 | geen deelname    |                          |                   | geen deelname          |                                       |
| 2019 |                  |                          |                   |                        | geen deelname                         |
| 2021 |                  |                          | geen deelname     |                        | geen deelname                         |
| 2022 |                  | geen deelname            |                   | geen deelname          | geen deelname                         |
| 2023 |                  |                          |                   |                        | geen deelname                         |
| 2024 |                  |                          | geen deelname     |                        | geen deelname                         |
| 2025 |                  |                          |                   |                        | geen deelname                         |